# Południowa Wielkopolska
Południowa Wielkopolska – miesięcznik społeczno-polityczny wydawany w latach 1962–1977 w Ostrowie Wielkopolskim, następnie miesięcznik społeczno-kulturalny wydawany w latach 1977–1989 w Kaliszu. 
Miesięcznik wydawany najpierw od 1962 roku w Ostrowie Wielkopolskim pod nazwą „Południowa Wielkopolska”. Jako pismo regionalne o charakterze społeczno-politycznym obejmowało zdarzenia z powiatów: Jarocin, Kępno, Krotoszyn, Ostrów, Ostrzeszów, Pleszew. Pierwszym redaktorem został Jerzy Kwieciński, który pełnił tę funkcję do 1968 roku. W maju 1977 roku, na co miały wpływ ambicjonalne aspiracje władz nowo utworzonego województwa kaliskiego był  wydawany w Kaliszu. Redakcja tego 8-kolumnowego pisma pod redakcją Naczelną Haliny Kowalewskiej, mieściła się krótko w jednym boksie redakcji Ziemi Kaliskiej, później pozyskała solidny lokal przy ulicy Sukienniczej.
Po przeniesieniu redakcji profil został wyraźnie zawężony do problematyki społeczno-kulturalnej, ale rozszerzono formy o dłuższy reportaż, dłuższy wywiad, prowokującą publicystykę. Sekretarzem redakcji była Irena Inka M. Świątek, która pozostała na tej funkcji do wiosny 1983.. Wcześniej dołączyli do redakcji młodzi poeci Wojciech Gawłowski, Witold Banach, Paweł Berkowski, Urszula Zybura, Kazimierz Henczel, Zbigniew Marciniak i grupa krotoszyńska „Poboki”, a do rysownika nestora Władysława Kościelniaka dołączył Tadeusz Gaworzewski i Józef Bendziecha.
Z tytułem związało się okazjonalnie kilku znaczących zarówno w Kaliskiem, jak i z kraju publicystów i twórców np. fotografów i miejscowych felietonistów (Eratyk), także Wiesław Stradomski (Listy z Gdańska, Listy z Warszawy). W redakcji byli również Halina Molenda, Edward Polanowski, Marian Cezary Abramowicz, Halina Sutarzewicz. W siedzibie redakcji czasopisma w czasie tworzenia się tzw. struktur poziomych w partii w końcu roku 1980 zorganizowano spotkanie działaczy i pracowników kultury z ówczesnego województwa kaliskiego. Dyskusja dotyczyła kształtu kultury w nowej sytuacji polityczno-społecznej. Inicjatywa ta skończyła się na jednym spotkaniu. Po przejściu na emeryturę redaktor naczelnej Haliny Kowalewskiej (1988), pismo objął redaktor Krzysztof Pierzchlewski, który utrzymał pismo na rynku do 1989. 
Archiwalne roczniki miesięcznika społeczno-kulturalnego znajdują się w bibliotece Muzeum Okręgowego Ziemi Kaliskiej w Kaliszu.